# شبک‌ها

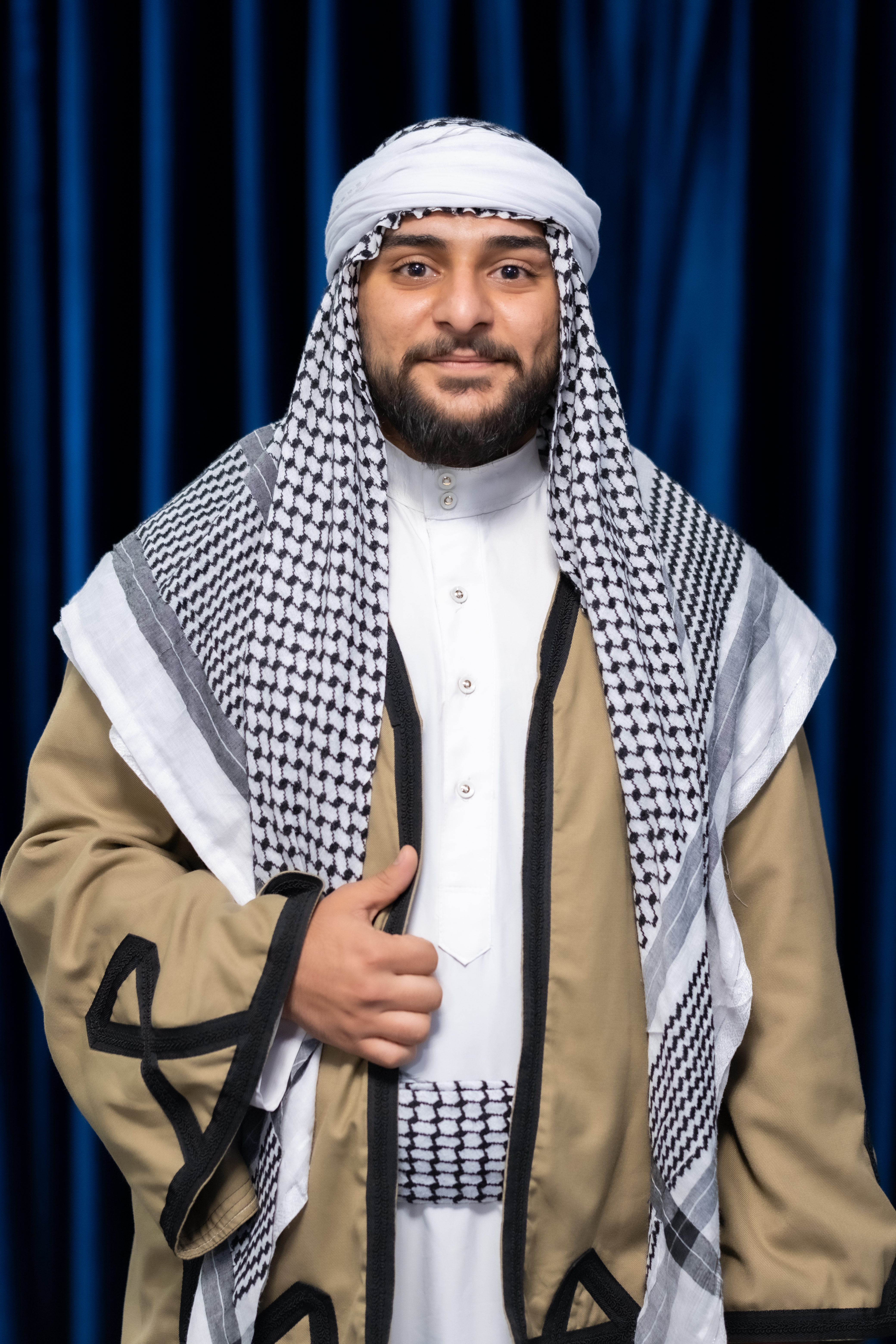
یک مرد شبک در لباس محلی

شبک‌ها گروهی از کردها هستند که در شمال عراق و شهر موصل زندگی می‌کنند. مردم شبک ایرانی‌تبارند؛ و به گویش شبکی از گویش‌های زازا-گورانی سخن می‌گویند. جمعیت کردهای شبک بین ۳۰۰ تا ۷۵۰ هزار نفر برآورد شده که در ۸۵ روستا در حوالی کرکوک و موصل سکونت دارند.

## پیشینه
ریشه و سرچشمۀ واژه شبک به طور دقیق نمایان نیست. برخی بر این باور هستند؛ وجه تسمیه واژۀ شبک از واژۀ عربی شَبَک به معنی درهم آمیختن است؛ و این خود به این موضوع دلالت می‌کند که شبک‌ها از قبایل مختلفی تشکیل شده است. برخی دیگر از جمله آستن هنری لایارد بر این عقیده هستند که شبک‌ها از نسل کُردان ایرانی هستند و با اهل حق قرابت دارند.

## دین
شبک‌ها پیروی دینی با مناسک صوفیانه هستند، که بسیار به یارسان شباهت داشته و با تشیع نیز نزدیکی‌هایی دارد. زیارت‌گاه اصلی مردم شبک بارگاه شیخ شهاب‌الدین بین دو روستای دزآور و طویله است که از وی با نام شیخ شهاب‌الدین دزاوری یا شیخ شهاب‌الدین بغدادی نیز یاد شده‌است. شبک‌ها همچنین به زیارت عتبات شیعه اعتقاد دارند.
طیب طاهری پژوهشگر یارسان معتقد است که مردم شبک قزلباش‌هایی با مذهب یارسان بوده‌اند که به سبب دور افتادن از بقیهٔ مردم یارسان و قرارگیری در منطقه‌ای با اکثریت مسلمان شیعه و عواملی دیگر مانند تعریب و سیاست‌های حکومت‌ها برخی از آداب و رسوم اولیهٔ خود را از یاد برده و با وجود حفظ باورهای یارسانی، به لحاظ مناسکی رنگ تشیع به خود گرفته‌اند. طاهری مردم شبک را به طور کلی «کردان اصیل یارسانی-علوی» نامیده است.

## زبان
مقایسه برخی از واژگان زبان شبکی با فارسی و زبان‌های شمال غربی ایرانی؛
| شبکی  | فارسی | لکی     | هورامی | کردی سورانی | مازندرانی | گیلکی |
| ----- | ----- | ------- | ------ | ----------- | --------- | ----- |
| çam   | çeshm | çim,çam | çem    | çaw         | çash      | çushm |
| ziwan | zaban | zuan    | ziwan  | ziman       | zewun     | zewan |

ضمیر
| شبکی             | فارسی      | لکی        | هورامی    | کردی سورانی | مازندرانی | گیلکی |
| ---------------- | ---------- | ---------- | --------- | ----------- | --------- | ----- |
| amn-am           | man        | me,meni    | emin, min |             | men       |       |
| atu              | to         | tu         | eto, to   | tu, to      | te        |       |
| aw, îna          | ou         | ewa        | ew        | ew          | we        |       |
| hima-alama-gisht | ma         | eima,hima  | ma        | ême         | ima       |       |
| ishma            | soma       | huma       | shima     | êwe         | shema     |       |
| ishan            | ishan,anha | ouan,ishun | Ade       | Ewan        | weshun    |       |